# Huandacareo
Huandacareo är en kommunhuvudort i Mexiko.   Den ligger i kommunen Huandacareo och delstaten Michoacán de Ocampo, i den centrala delen av landet, 230 km väster om huvudstaden Mexico City. Huandacareo ligger 1 855 meter över havet och antalet invånare är 6 877.
Terrängen runt Huandacareo är kuperad åt nordväst, men åt sydost är den platt. Runt Huandacareo är det ganska tätbefolkat, med 166 invånare per kvadratkilometer. Närmaste större samhälle är Moroleón, 17,3 km nordost om Huandacareo. Trakten runt Huandacareo består till största delen av jordbruksmark.